# أشلي كاري
أشلي كاري (بالإنجليزية: Ashley Carey)‏ هو لاعب هوكي الحقل أسترالي، ولد في 23 مايو 1969.

## وصلات خارجية
- أشلي كاري على موقع أوليمبيديا (الإنجليزية)
- أشلي كاري على موقع اللجنة الأولمبية الأسترالية (الإنجليزية)